# Neurath (Langenfeld)
Neurath, erstmals im Jahre 904 erwähnt, ist ältester Ortsteil von Reusrath und von Langenfeld (Rheinland).

## Geografie

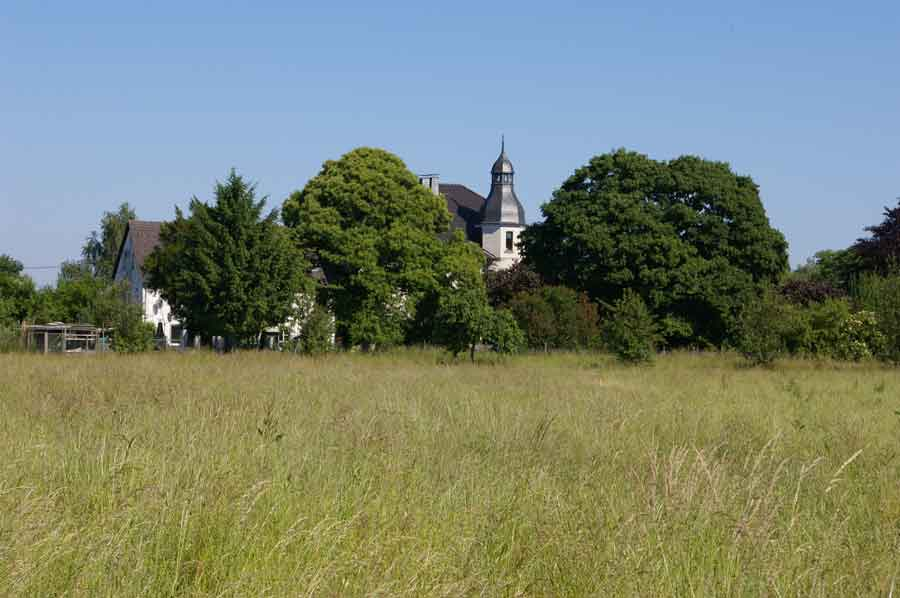
Gut Widdauen, erstmals erwähnt 1147

Neurath liegt im äußersten Südwesten des Stadtteils Reusrath der Stadt Langenfeld (Rheinland). Neuraths westlicher Nachbar ist Leverkusens Ortsteil Voigtslach, welcher über Jahrhunderte bis zur Kommunalreform 1975 zur Gemarkung Reusrath und damit zu Langenfeld gehörte. Im Süden schließt das ebenfalls zu Leverkusen gehörende Rheindorf an. Im Norden liegt Langenfeld-Mitte, getrennt durch die A 542. Mit Mehlbruch und Gieslenberg besteht eine Straßenverbindung als Überführung über die ehemalige Cöln-Mindener Eisenbahn, die 1845 eingerichtet wurde. Die westliche Grenze bildet die A 59, über die eine weitere Überführung nach Voigtslach führt. Von Rheindorf aus ist Neurath nur über unbefestigte Feldwege zu erreichen. Nördlich und westlich des zu Neurath zählenden Gutes Widdauen breiten sich heutzutage große Grundwasserseen aus, die durch Kies und Sandgewinnung entstanden sind.

## Geschichte
Wenn auch an anderen Stellen des Stadtgebietes Funde aus früheren Epochen, etwa aus Steinzeit, Bronzezeit, Eisenzeit (Hallstatt-  und La-Tène-Zeit), gemacht werden konnten, so steht doch Neurath in der Stadt Langenfeld (Rheinland) der Rang zu, erstmals in einer Urkunde Erwähnung gefunden zu haben. Im Jahre 904 nämlich wurde Neurath als "Niuuuenrothe" genannt und damit die Zeit ohne schriftliche Aufzeichnung über Langenfeld beendet. Diese älteste Nennung einer Siedlung in Langenfeld steht mit Ortschaften auf die Endung -hoven und -inghoven in enger Verbindung, was als Hinweis auf dort vorhandene königliche Güter gedeutet wird. Zu nennen seien in diesem Zusammenhang die Weiler Schelthoven und Stevenshoven in Langenfeld sowie Schevenshoven im benachbarten Hitdorf.
In der am 3. August des Jahres 904 ausgestellten Urkunde hat der fränkische König, Ludwig das Kind, dem Abt von Kaiserswerth Besitzungen in Bilk, Himmelgeist, Mettmann und eben Neurath zugeschrieben. Diese Urkunde hat auch heute noch aus einem anderen Grunde eine besondere Stellung, denn die ausstellende Kanzlei des Königs Ludwig, eines damals unmündigen Kindes, bezeichnete den (Laien)-Abt "Cuonrat", heute "Konrad", als einen "lieben Verwandten" (consanguineus) des Königs. Wenn der genannte Konrad ein naher Verwandter des Königs war, so wäre die These vom abrupten Ende der Herrschaft der ostfränkischen Karolinger im Jahre 911 hinfällig. Denn es wurde ein Konrad, Beschützer von Kaiserswerth nach dem frühen Tod des jungen Königs dessen Nachfolger.
Ein weiterer Aspekt des Rechtsgeschäftes unter Verwandten, mit einem Minderjährigen auf der einen Seite, sei ebenso wenig verschwiegen: Dass es deshalb Vermutungen gibt, die Kanzlei habe für Ludwig, das Kind, ohne sein Wissen oder aber durch ihn wirkend, dessen eigenen Oheim mit fremden Ländereien bedacht und damit rechtmäßige Besitzer enteignet, darf wegen Fehlens eines Grundbuchs oder einer Gerichtsbarkeit nicht verwundern. Mit Hinblick auf Neurath kann eine solche, aus heutiger Sicht juristische Spitzfindigkeit, jedenfalls dahinstehen. Denn der anerkannte Wert hinsichtlich der Datierung oder aber bezüglich des Bestehens Neuraths können damit nicht in Abrede gestellt werden.  
Mit dieser Urkunde erfahren dann auch die Ausgrabungen an St. Martinus in Richrath und St.Barbara in Reusrath, die zu dem bisherigen Ergebnis führten, dass Orte mit der Endung -rath bereits gut 100 Jahre früher, als bisher angenommen, gegründet worden seien, eine zusätzliche Stütze. Bislang ging man nämlich aufgrund der Ergebnisse der Namensforschung von Gründungen des 10. Jahrhunderts nach Christus aus, während man aufgrund der Grabungsfunde diese nunmehr das frühe 9. Jahrhundert vorverlegen muss.

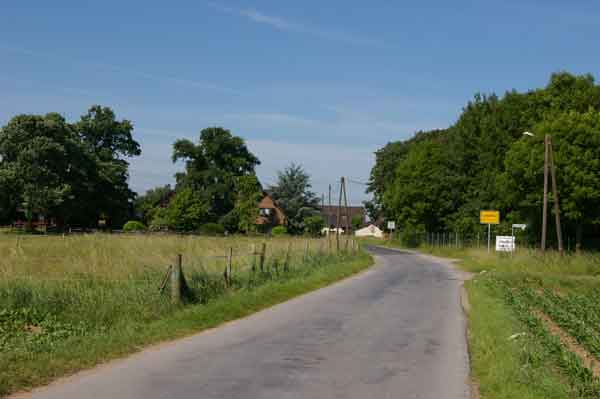
Von Mehlbruch aus nach Neurath
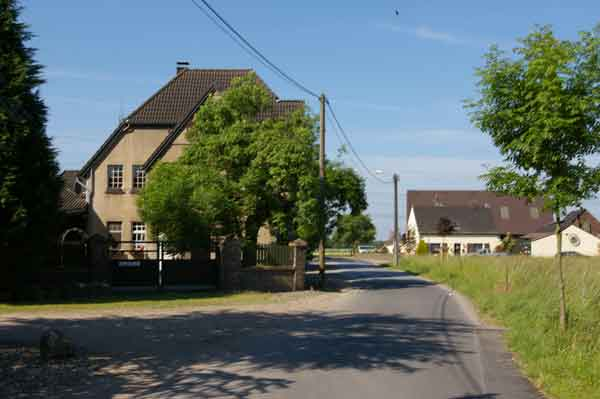
Dörflicher Charme im Südwesten: Neurath
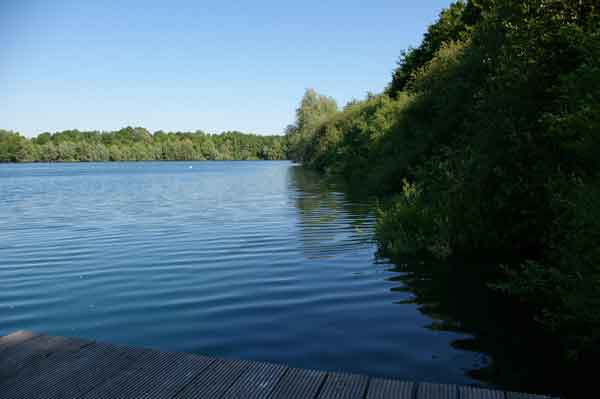
Ehem. Baggerloch, heute Angel- und Tauchgebiet

Bereits 1147 wird das "Gut Widdauen" erwähnt, das damit Rang drei der ältesten schriftlichen Nennungen eines Gutes oder Ortes in Langenfeld für sich beanspruchen kann. Ab dieser Zeit werden dann Neurath oder Widdauen immer wieder einmal in Urkunden oder Steuerlisten (letztere zählen die geleisteten Abgaben in Vieh und Getreide auf) erwähnt. Dass das 1100-jährige Stadtjubiläum nicht gebührend gefeiert, sondern schlichtweg verpennt wurde, so Friedhelm Görgens in einem Interview kopfschüttelnd, beweise nur die "Geschichtslosigkeit Langenfelds".

## Neurath heute
Das Gelände Neuraths ist eben und eignet sich besonders für Ackerbau und Viehzucht. Es wird entsprechend landwirtschaftlich genutzt. In jüngerer Zeit ist der Pferdesport hinzugetreten und an den ehemaligen Baggerlöchern wird heute Angel- und Tauchsport oder auch Windsurfen und Segeln betrieben.